# 水澤寺
水澤寺（みずさわでら）は、群馬県渋川市にある天台宗の寺院。山号は五徳山。院号は無量壽院。本尊は十一面千手観世音菩薩で、坂東三十三観音第16番札所である。
本尊真言：おん ばざら たらま きりく そわか
ご詠歌：たのみくる心も清き水沢の 深き願いをうるぞうれしき

## 歴史
この寺の創建年代については不詳であるが、飛鳥時代に上野国の国司・高光の開基により創建されたと伝えられる。南北朝時代の『神道集』巻第七第四十二「上野国第三宮伊香保大明神事」にも「水沢寺」の寺号と高光中将の未亡人伊香保姫が千手観音を祀って夫の菩提を弔ったことが記述される。明暦4年（1658年）に没した尊秀法印を中興開基一世とし、慶安2年（1649年）に江戸幕府から朱印状25石が与えられた。

## 境内
- 本堂（観音堂） -県指定重要文化財。
- 六角二重塔（輪蔵） -県指定重要文化財。 六地蔵と大日如来が安置されている。宝暦5年（1775年）～天明7年（1787年）の間の建造[1]。
- 鐘楼
- 仁王門 -県指定重要文化財。
- 納札堂 - 不動明王が安置されている。
- 釈迦堂
  - 現代的な設備の文化財ギャラリーで無料拝観が可能。1994年から1997年にかけての大修復を機に、本堂や仁王門などにあった釈迦三尊像、仁王像、二十八部衆像・十一面観世音菩薩像、円空仏等を移転安置されている。

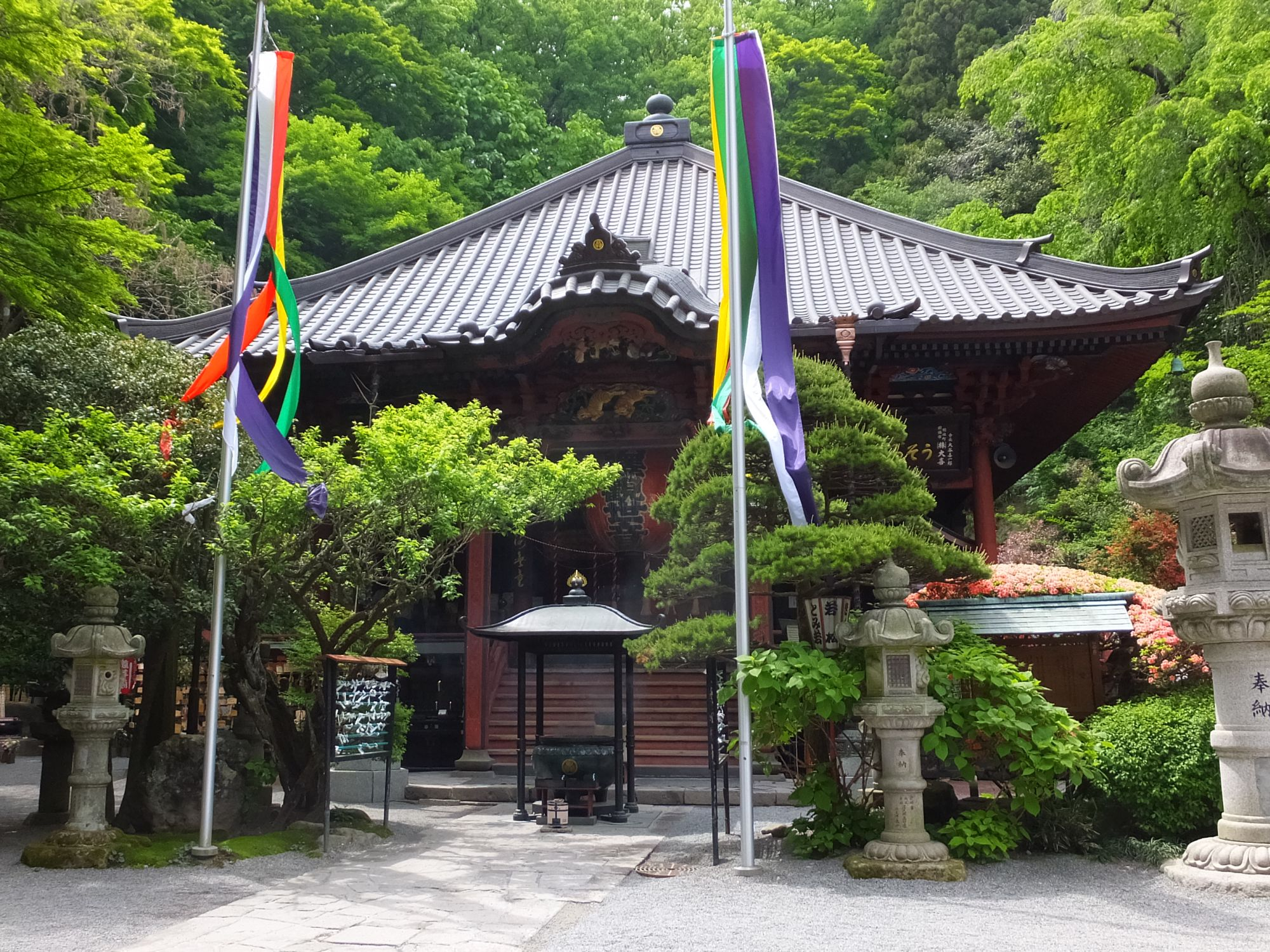
本堂
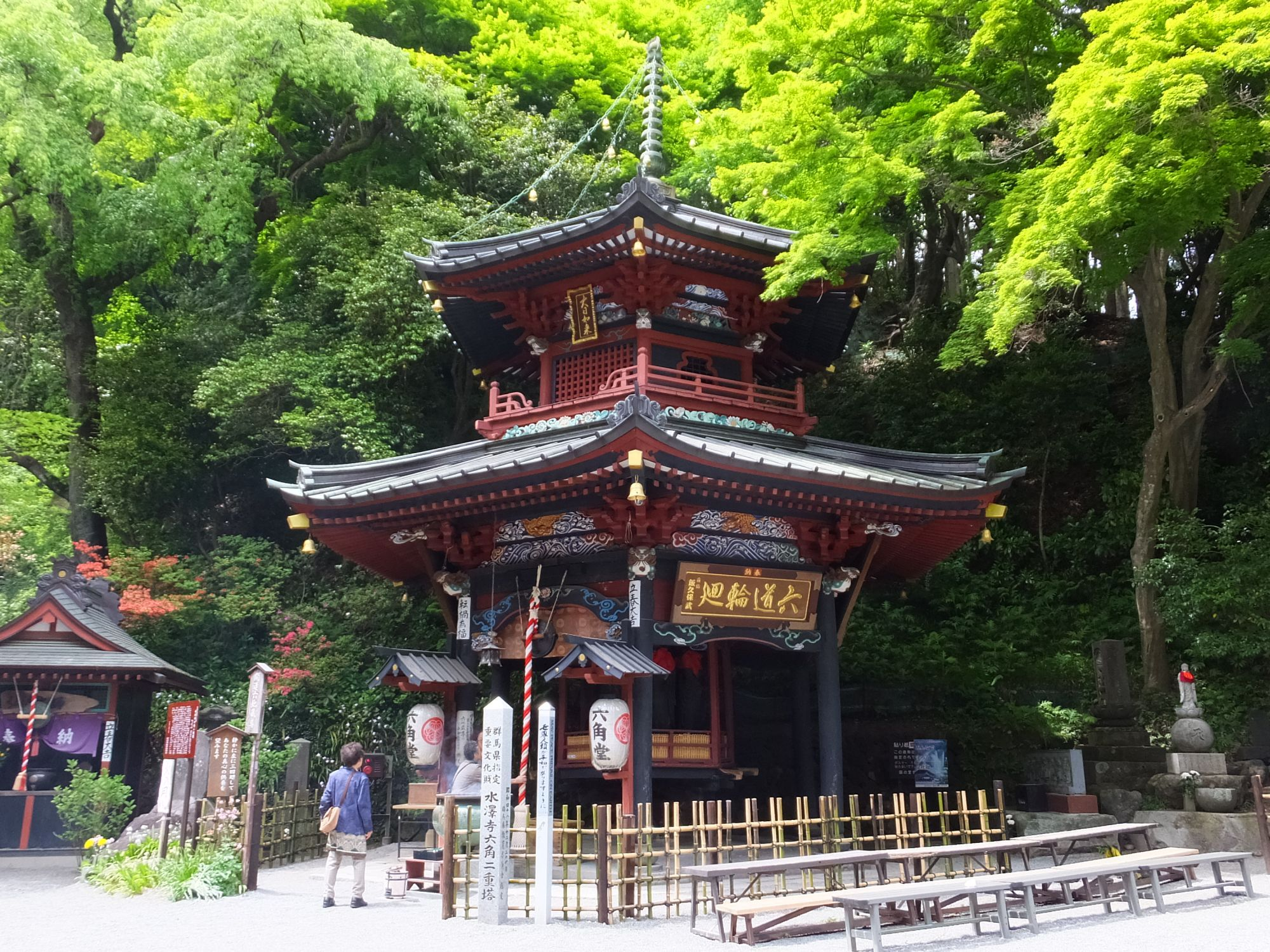
六角堂
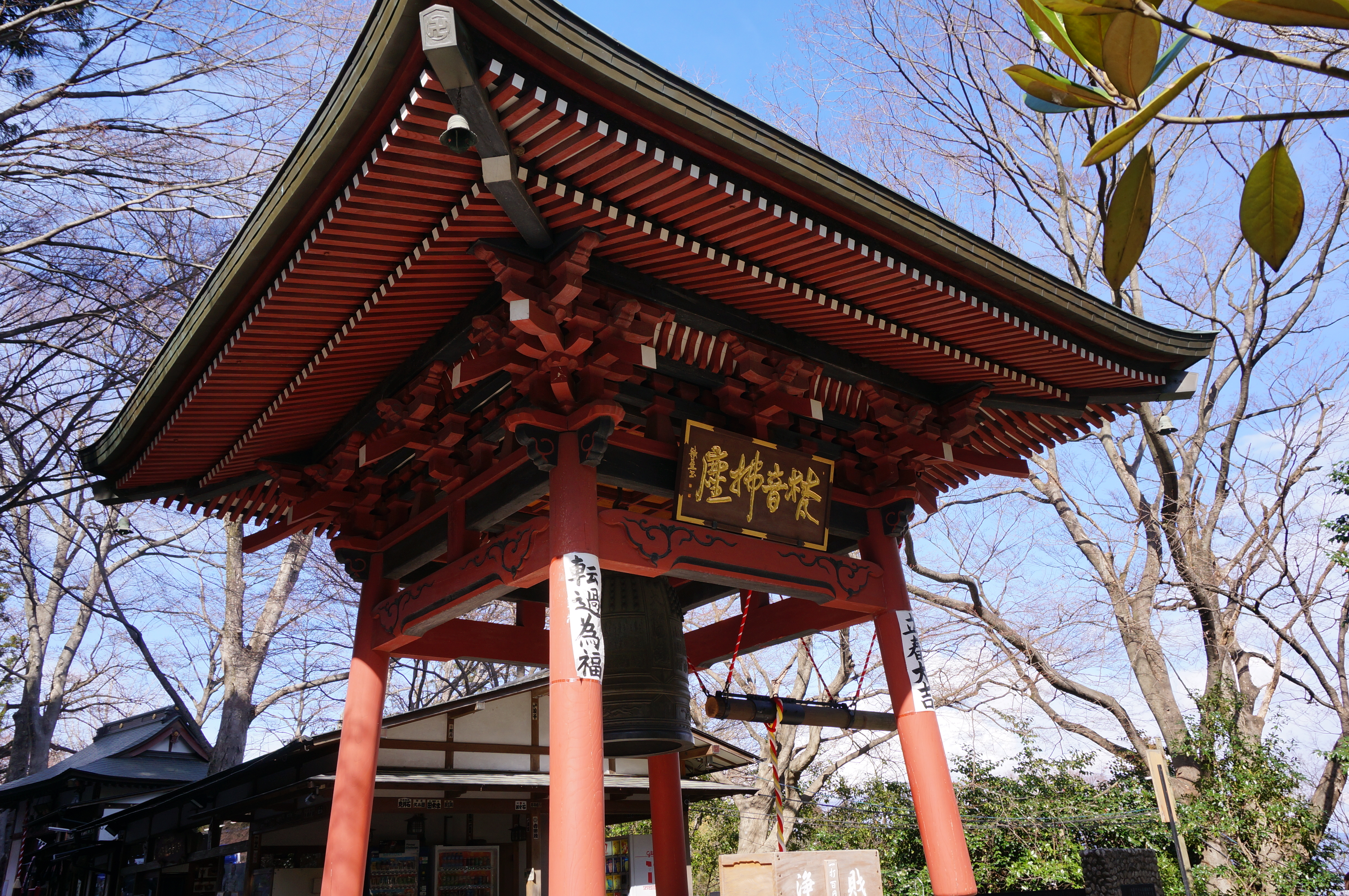
鐘楼
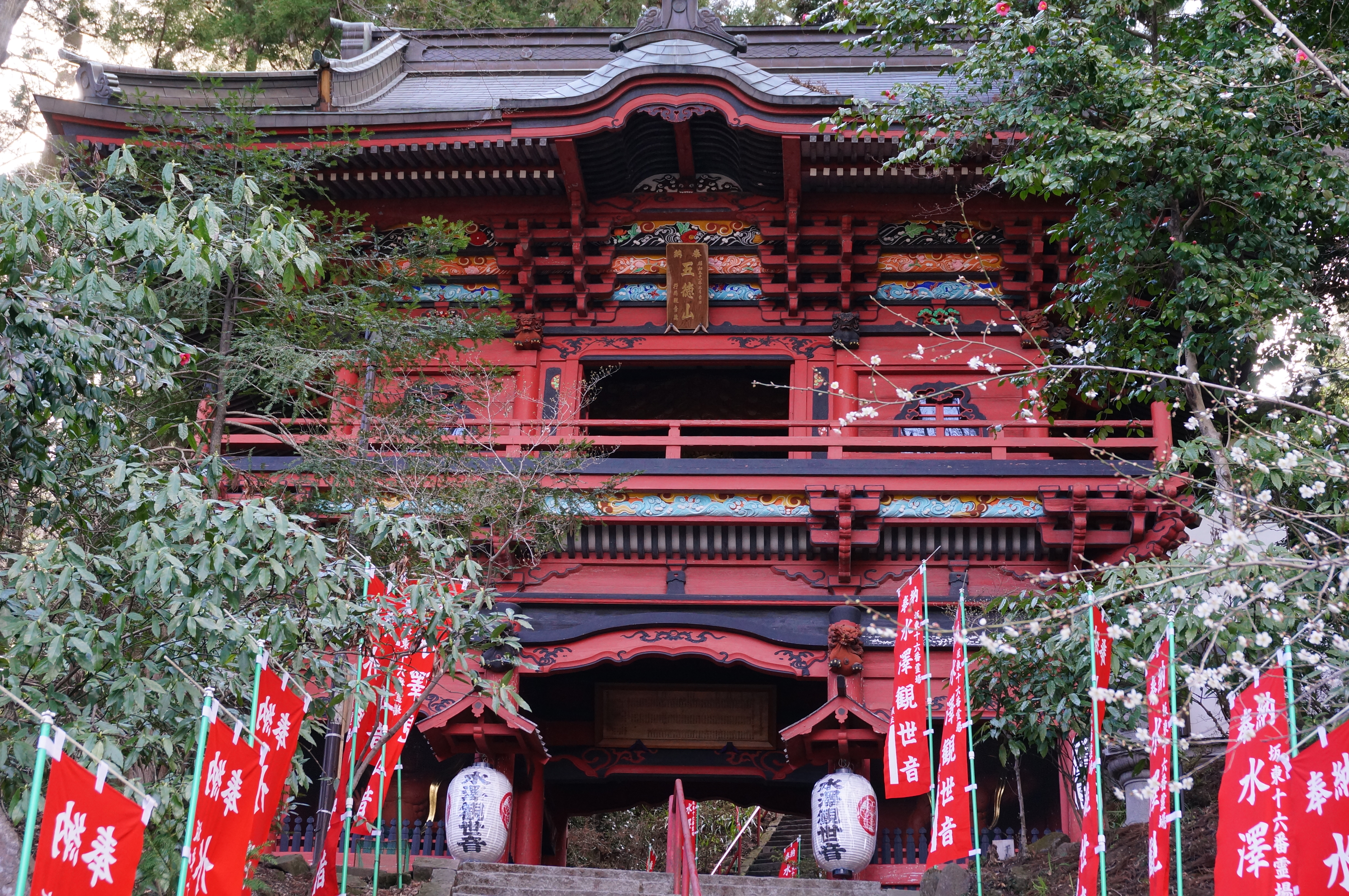
仁王門

## 文化財

### 群馬県指定重要文化財
- 六角二重塔 - 昭和48年12月24日指定[5]
- 仁王門 - 令和5年9月8日指定[6]
- 観音堂 - 令和5年9月8日指定[7]

### 渋川市指定文化財
- 阿弥陀如来像 - 昭和52年6月25日指定[8]
- 木造十一面観音立像 - 平成28年3月24日指定[9]

### 渋川市指定天然記念物
- 水沢の観音杉 - 昭和55年9月指定[10]

## 所在地
群馬県渋川市伊香保町水沢214

## 交通アクセス
高崎駅西口から群馬バス伊香保温泉行（本数少）にて、水沢観音下車1分

## 前後の札所
坂東三十三観音
15 長谷寺 (高崎市)　--　16 水澤寺　--　17 満願寺 (栃木市)